# UB-22号潜艇
陛下之UB-22号艇是德意志帝国海军于第一次世界大战期间建造的其中一艘UB-II型近岸潜艇或称U艇。它由汉堡的布洛姆与福斯船厂承建，于1915年10月9日下水，至1916年3月2日交付使用。其艇载武器包括两具500毫米的艇艏鱼雷发射管以及一门50毫米口径甲板炮。UB-22号曾先后被部署至多支潜艇区舰队，并参与了大西洋潜艇战。在总共18次巡逻期间，该艇累计击沉了27艘协约国或中立国商船，容积总吨为16645吨。1918年1月19日，UB-22号在黑尔戈兰湾触雷沉没，艇内22名官兵全数阵亡。

## 设计
第一次世界大战爆发后，随着U艇战形势的发展，UB-I型潜艇排水量过小、适航性不佳、推进系统可靠性低等问题愈发凸显。其水面航速甚至追不上商船，以5節（9.3每小時）航速潜航1小时后，蓄电池电能便会耗尽。它们甚至无力应对多佛尔海峡8至10節（15至19每小時）的海流。为此，潜艇监察局于1915年4月研发了UB-I型潜艇的放大版——UB-II型，并由德国国家海军办公室委托两家造船厂建造。其中UB-22号是由汉堡布洛姆与福斯船厂承建的第五艘，于1915年10月9日下水。
UB-22号的水面及水下排水量分别为270吨和292吨，全长36.13米，艇体采用单壳体加鞍形水柜构造。由于突破了铁路限界，舷宽也得以增至4.36米。该艇采用双桨驱动，具有更大的蓄电池容量和更高功率的发动机。其主机为两台科尔庭六缸四冲程280匹公制馬力（210千瓦特）柴油机用于水面运行，以及两台相同功率的西门子-舒克特电动发电机用于水下航行；水面最高航速9.15節（16.95每小時），水下5.81節（10.76每小時）；能够在水面以5节航速续航6,450海里（11,950），或以4節（7.4每小時）连续在水下航行45海里（83）而无需充电。蓄电池被放置在中央潜柜的前方，以配平更重的发动机安装。其最大潜水深度为50米，潜没需时为30－45秒。
UB-22号的主武器为两具500毫米艇艏鱼雷发射管，采用层叠式布局，以实现可以创造最佳表面效率的舷弧设计；鱼雷携带量增至4枚，鱼雷威力亦显著提高。辅助武器是一门50毫米甲板炮。司令塔增加了一具潜望镜，并配备了1根两段式可伸缩通信桅杆，前水平舵外形也做了调整。其标准船员编制为2名军官加21名水兵。

## 服役历史
1916年3月2日，UB-22号在首次担任U艇艇长、时年29岁的海军中尉贝恩哈德·普齐尔的指挥下正式入役，随即展开海试。完成海试后，该艇曾先后被编入驻北海的第一、第二区舰队以及驻波罗的海的第五区舰队，并参与了大西洋潜艇战。在其18次巡逻中，共击沉27艘协约国或中立国商船，容积总吨为16645吨。1918年1月19日，UB-22号在黑尔戈兰湾发生了与S16号鱼雷艇相同的事故，于54°40′N 6°32′E / 54.667°N 6.533°E处不慎撞上了英国人布设的水雷而沉没，艇内22名官兵全数殉国。

## 袭击历史摘要
| 日期           | 船名           | 船籍 | 吨位 | 结局 |
| -------------- | -------------- | ---- | ---- | ---- |
| 1916年10月20日 | 德拉芬号       | 挪威 | 774  | 击沉 |
| 1916年10月21日 | 安托瓦内特号   | 瑞典 | 912  | 击沉 |
| 1916年10月21日 | 特奥多尔号     | 挪威 | 234  | 击沉 |
| 1916年10月22日 | 凯尔洛克号     | 挪威 | 659  | 击沉 |
| 1916年10月22日 | 古恩号         | 挪威 | 483  | 击沉 |
| 1916年10月27日 | 希芙号         | 丹麦 | 377  | 击沉 |
| 1916年10月29日 | 法尔克夫耶尔号 | 挪威 | 1131 | 击沉 |
| 1917年2月5日   | 坚决号         | 英国 | 125  | 击沉 |
| 1917年2月6日   | 阿德莱德号     | 英国 | 133  | 击沉 |
| 1917年2月6日   | 罗密欧号       | 英国 | 114  | 击沉 |
| 1917年2月6日   | 鲁珀特号       | 英国 | 114  | 击沉 |
| 1917年2月7日   | 博因城堡号     | 英国 | 245  | 击沉 |
| 1917年2月7日   | 莎士比亚号     | 英国 | 210  | 击沉 |
| 1917年2月9日   | 本博号         | 英国 | 172  | 击沉 |
| 1917年2月9日   | 约克公爵号     | 英国 | 150  | 击沉 |
| 1917年2月10日  | 雅典人号       | 英国 | 171  | 击沉 |
| 1917年2月10日  | 贝拉克斯号     | 挪威 | 1107 | 击沉 |
| 1917年2月10日  | 爱尔兰号       | 英国 | 152  | 击沉 |
| 1917年3月28日  | 奥基威尔号     | 英国 | 248  | 击沉 |
| 1917年4月29日  | 迪尔斯顿城堡号 | 英国 | 129  | 击沉 |
| 1917年4月30日  | 阿尔戈号       | 英国 | 131  | 击沉 |
| 1917年6月16日  | 英奇号         | 丹麦 | 336  | 击沉 |
| 1917年8月4日   | 阿吉拉号       | 英国 | 1144 | 击沉 |
| 1917年8月6日   | 燕妮号         | 丹麦 | 293  | 击沉 |
| 1917年8月6日   | 纳西瑟斯号     | 英国 | 58   | 击沉 |
| 1917年11月7日  | 向阳号         | 英国 | 1353 | 击沉 |
| 1917年12月13日 | 加斯维特号     | 英国 | 5690 | 击沉 |

## 脚注
1. 1 2 3 4 5  Rössler，第64頁.
2. 1 2 3 4  Helgason, Guðmundur. . German and Austrian U-boats of World War I - Kaiserliche Marine - Uboat.net.   [2022-03-22].
3. 1 2 3  Gröner 1991，第23-25頁.
4. 1 2  Helgason, Guðmundur. . German and Austrian U-boats of World War I - Kaiserliche Marine - Uboat.net.   [2015-01-29].
5. ↑  Helgason, Guðmundur. . German and Austrian U-boats of World War I - Kaiserliche Marine - Uboat.net.   [2015-01-29].
6. 1 2 3  陈进，第47頁.
7. ↑  Rössler，第50頁.
8. 1 2  Helgason, Guðmundur. . German and Austrian U-boats of World War I - Kaiserliche Marine - Uboat.net.   [2015-01-29].